# Gélase Armel Kema
Gélase Armel Kema (* 26. Oktober 1972 in Ouésso) ist ein kongolesischer Geistlicher und römisch-katholischer Erzbischof von Owando.

## Leben
Gélase Armel Kema besuchte das Kleine Seminar in Makoua. Anschließend studierte er Philosophie und Katholische Theologie am Theologischen Institut in Montreal. Am 29. August 1999 empfing Kema das Sakrament der Priesterweihe für das Bistum Ouesso.
Kema war zunächst als Pfarrvikar tätig, bevor er 2000 Pfarrer der Pfarrei St. Joseph Ouvrier in Mokéko wurde. Von 2002 bis 2003 war er Regens des propädeutischen Seminars in Ouésso und Generalvikar. Danach wirkte er als Pfarrer der Pfarrei Sacré-Coeur de Jésus in Sembé. 2007 wurde Gélase Armel Kema für weiterführende Studien nach Rom entsandt, wo er an der Päpstlichen Universität Urbaniana ein Lizenziat im Fach Kanonisches Recht erwarb und 2010 in dieser Disziplin promoviert wurde. Von 2010 bis 2013 war er als Seelsorger in Collesalvetti im Bistum Livorno tätig. 2014 kehrte Kema in seine Heimat zurück und wurde Professor für Kanonisches Recht am Priesterseminar Card. Emile Biayenda in Brazzaville. Ab 2018 war er zudem nationaler Direktor der Päpstlichen Missionswerke.
Am 8. Dezember 2021 ernannte ihn Papst Franziskus zum Bischof von Ouesso. Der Erzbischof von Owando, Victor Abagna Mossa, spendete ihm am 13. Februar 2022 auf dem Vorplatz der Kathedrale Saint-Pierre Claver in Ouésso die Bischofsweihe; Mitkonsekratoren waren der Erzbischof von Brazzaville, Bienvenu Manamika Bafouakouahou, und der emeritierte Bischof von Ouesso, Yves Monot CSSp. Seit dem 20. August 2023 war er zudem Apostolischer Administrator des vakanten Erzbistums Owando.
Am 6. Januar 2024 ernannte ihn Papst Franziskus zum Erzbischof von Owando. Die Amtseinführung fand am 4. Februar desselben Jahres statt.